# Suzanne av Bourbon
Suzanne av Bourbon, född 10 maj 1491, död 28 april 1521 i Châtellerault, var regerande vasallhertiginna av Bourbon och Auvergne och grevinna av La Marche från 1503 till 1521. 

## Biografi
Suzanne var dotter till Anne av Frankrike och Peter II av Bourbon. Hennes fars hertigdöme hade inte kvinnlig tronföljd, men hennes föräldrar utverkade år 1498 att denna infördes i Bourbon för att ge sitt stöd åt Frankrikes nye kung att tillträda under franska tronföljdskrisen. Hon blev därför regerande hertiginna vid faderns död 1503 med modern som förmyndarregent. År 1505 giftes hon bort med sin kusin Karl av Bourbon-Montpensier för att undvika arvsstrider kring hennes rätt till hertigdömet, och maken utnämndes genast vid giftermålet till hennes medregent. 
Det tycks inte som om Suzanne regerade annat än till namnet; regeringsärendena sköttes gemensamt av hennes make och hennes mor, vilka beskrivs som goda samarbetspartner i politiken, och paret gjorde ständiga inspektionsturer genom besittningarna i sällskap med hennes mor. Suzanne själv beskrivs genomgående av samtida krönikörer som missbildad och med allmänt svag hälsa, även om detta inte specificeras närmare. Hennes mor ska ständigt ha oroat sig för hennes hälsotillstånd. 
Hon fick en son, François (1517–1518), och ett tvillingpar (1518) som alla dog snart efter födseln. Vid hennes död saknade hertigdömet arvingar och tillföll Frankrike 1527.